# Fribourg Cardinals
I Fribourg Cardinals sono una squadra svizzera di football americano di Friburgo militante nel campionato svizzero e in NSFL, fondata nel 2003.
Hanno vinto 2 NSFL Bowl.

## Dettaglio stagioni

### Tackle football

#### Tornei nazionali

##### Campionato

###### Lega Nazionale B/Lega B
| Stagione | regular season | regular season | regular season | regular season | regular season | regular season | playoff | playoff | playoff | playoff | playoff | playoff      | playoff            |
|          | Vin            | Par            | Per            | Tot            | PF             | PS             | Vin     | Per     | Tot     | PF      | PS      | risultato    | avversaria         |
| -------- | -------------- | -------------- | -------------- | -------------- | -------------- | -------------- | ------- | ------- | ------- | ------- | ------- | ------------ | ------------------ |
| 2006     | 3              | 0              | 5              | 8              | 146            | 160            | -       | -       | -       | -       | -       | -            | -                  |
| 2007     | 2              | 0              | 6              | 8              | 94             | 202            | -       | -       | -       | -       | -       | -            | -                  |
| 2008     | 4              | 0              | 4              | 8              | 208            | 159            | -       | -       | -       | -       | -       | -            | -                  |
| 2009     | 1              | 0              | 7              | 8              | 145            | 391            | -       | -       | -       | -       | -       | -            | -                  |
| 2010     | 2              | 0              | 6              | 8              | 136            | 279            | -       | -       | -       | -       | -       | -            | -                  |
| 2011     | 1              | 0              | 9              | 10             | 113            | 355            | -       | -       | -       | -       | -       | -            | -                  |
| 2012     | 0              | 0              | 10             | 10             | 42             | 276            | 1       | 0       | 1       | 27      | 6       | Non relegati | Calanda Broncos II |
| 2016     | 1              | 0              | 9              | 10             | 87             | 413            | 0       | 1       | 1       | 8       | 28      | Relegati     | Argovia Pirates    |
| 2021     | 1              | 0              | 5              | 6              | 69             | 166            | 0       | 1       | 1       | 3       | 34      | Relegati     | Luzern Lions       |
| 2022     | 2              | 0              | 8              | 10             | 135            | 158            | -       | -       | -       | -       | -       | -            | -                  |
| Totale   | 17             | 0              | 69             | 86             | 1175           | 2549           | 1       | 2       | 3       | 38      | 68      |              |                    |

Fonte: Sito storico SAFV

###### Lega Nazionale C/Lega C
| Stagione | regular season | regular season | regular season | regular season | regular season | regular season | playoff | playoff | playoff | playoff | playoff | playoff   | playoff            |
|          | Vin            | Par            | Per            | Tot            | PF             | PS             | Vin     | Per     | Tot     | PF      | PS      | risultato | avversaria         |
| -------- | -------------- | -------------- | -------------- | -------------- | -------------- | -------------- | ------- | ------- | ------- | ------- | ------- | --------- | ------------------ |
| 2015     | 10             | 0              | 0              | 10             | 263            | 73             | 1       | 0       | 1       | 17      | 14      | Campioni  | La Côte Centurions |
| 2017     | 5              | 0              | 3              | 8              | 238            | 97             | -       | -       | -       | -       | -       | -         | -                  |
| 2018     | 4              | 0              | 4              | 8              | 196            | 147            | -       | -       | -       | -       | -       | -         | -                  |
| 2019     | 0              | 1              | 4              | 5              | 26             | 128            | -       | -       | -       | -       | -       | -         | -                  |
| 2023     | 1              | 0              | 7              | 8              | 104            | 178            | -       | -       | -       | -       | -       | -         | -                  |
| Totale   | 20             | 1              | 18             | 39             | 827            | 623            | 1       | 0       | 1       | 17      | 14      |           |                    |

Fonte: Sito storico SAFV

##### Campionati giovanili

###### Under-19/Juniorenliga
| Stagione | regular season | regular season | regular season | regular season | regular season | regular season | playoff | playoff | playoff | playoff | playoff | playoff          | playoff        |
|          | Vin            | Par            | Per            | Tot            | PF             | PS             | Vin     | Per     | Tot     | PF      | PS      | risultato        | avversaria     |
| -------- | -------------- | -------------- | -------------- | -------------- | -------------- | -------------- | ------- | ------- | ------- | ------- | ------- | ---------------- | -------------- |
| 2008     | 0              | 0              | 10             | 10             | 0              | 500            | -       | -       | -       | -       | -       | -                | -              |
| 2009     | 2              | 0              | 6              | 8              | 73             | 267            | -       | -       | -       | -       | -       | -                | -              |
| 2010     | 4              | 0              | 2              | 6              | 75             | 118            | 0       | 1       | 1       | 8       | 14      | Quarti di finale | Bern Grizzlies |
| 2011     | 2              | 0              | 7              | 9              | 84             | 241            | -       | -       | -       | -       | -       | -                | -              |
| 2012     | 5              | 0              | 4              | 9              | 152            | 146            | -       | -       | -       | -       | -       | -                | -              |
| Totale   | 13             | 0              | 29             | 42             | 384            | 1272           | 0       | 1       | 1       | 8       | 14      |                  |                |

Fonte: Sito storico SAFV

###### Under-19 B
| Stagione | regular season | regular season | regular season | regular season | regular season | regular season | playoff | playoff | playoff | playoff | playoff | playoff   | playoff    |
|          | Vin            | Par            | Per            | Tot            | PF             | PS             | Vin     | Per     | Tot     | PF      | PS      | risultato | avversaria |
| -------- | -------------- | -------------- | -------------- | -------------- | -------------- | -------------- | ------- | ------- | ------- | ------- | ------- | --------- | ---------- |
| 2016     | 0              | 0              | 6              | 6              | 0              | 260            | -       | -       | -       | -       | -       | -         | -          |
| Totale   | 0              | 0              | 6              | 6              | 0              | 260            | -       | -       | -       | -       | -       |           |            |

Fonte: Sito storico SAFV

#### Tornei locali

##### NSFL

###### NSFL Tackle Élite
| Stagione | regular season | regular season | regular season | regular season | regular season | regular season | playoff | playoff | playoff | playoff | playoff | playoff      | playoff         |
|          | Vin            | Par            | Per            | Tot            | PF             | PS             | Vin     | Per     | Tot     | PF      | PS      | risultato    | avversaria      |
| -------- | -------------- | -------------- | -------------- | -------------- | -------------- | -------------- | ------- | ------- | ------- | ------- | ------- | ------------ | --------------- |
| 2005     | 6              | 1              | 1              | 8              | 184            | 36             | 1       | 0       | 1       | 6       | 0       | Campioni     | Lausanne Sharks |
| 2006     | 5              | 0              | 0              | 5              | 166            | 20             | 2       | 0       | 2       | 44      | 0       | Campioni     | Riviera Saints  |
| 2007     | 5              | 1              | 1              | 7              | 142            | 40             | 1       | 1       | 2       | 27      | 25      | NSFL Bowl    | Lausanne Sharks |
| 2009     | 5              | 1              | 2              | 8              | 146            | 54             | 1       | 1       | 2       | 10      | 22      | Terzo posto  | Geneva Seahawks |
| 2012     | 7              | 1              | 1              | 9              | 118            | 67             | 1       | 1       | 2       | 35      | 20      | NSFL Bowl    | Geneva Seahawks |
| 2013     | 3              | 0              | 4              | 7              | 90             | 68             | -       | -       | -       | -       | -       | -            | -               |
| 2017     | 4              | 0              | 3              | 7              | 140            | 150            | 0       | 2       | 2       | 0       | 22      | Quarto posto | Monthey Rhinos  |
| Totale   | 35             | 4              | 12             | 51             | 986            | 435            | 6       | 5       | 11      | 122     | 89      |              |                 |

Fonte: Sito storico SAFV

### Flag football

#### Tornei nazionali

##### Campionati giovanili

###### Under-16
| Stagione | regular season | regular season | regular season | regular season | regular season | regular season | playoff | playoff | playoff | playoff | playoff | playoff   | playoff    |
|          | Vin            | Par            | Per            | Tot            | PF             | PS             | Vin     | Per     | Tot     | PF      | PS      | risultato | avversaria |
| -------- | -------------- | -------------- | -------------- | -------------- | -------------- | -------------- | ------- | ------- | ------- | ------- | ------- | --------- | ---------- |
| 2005     | 6              | 0              | 2              | 8              | 293            | 119            | -       | -       | -       | -       | -       | -         | -          |
| Totale   | 6              | 0              | 2              | 8              | 293            | 119            | -       | -       | -       | -       | -       |           |            |

Fonte: Sito storico SAFV

### Riepilogo fasi finali disputate
| Anno             | Luogo                 | Evento                 | Fase del torneo       | Incontro                                | Risultato |
| 30 ottobre 2005  | Friburgo              | NSFL Tackle Élite      | NSFL Bowl             | Fribourg Cardinals - Lausanne Sharks    | 6 - 0     |
| 4 novembre 2006  | Losanna               | NSFL Tackle Élite      | NSFL Bowl             | Fribourg Cardinals - Riviera Saints     | 22 - 0    |
| 28 ottobre 2007  | Chavannes-près-Renens | NSFL Tackle Élite      | NSFL Bowl             | Lausanne Sharks - Fribourg Cardinals    | 25 - 7    |
| 8 novembre 2009  | Chavannes-près-Renens | NSFL Tackle Élite      | Finale 3º - 4º posto  | Fribourg Cardinals - Geneva Seahawks    | 2 - 0     |
| 2010             |                       | Campionato Under-19    | Wild Card             | Fribourg Cardinals - Bern Grizzlies     | 8 - 14    |
| 15 luglio 2012   | Coira                 | Lega B                 | Spareggio relegazione | Calanda Broncos II - Fribourg Cardinals | 6 - 27    |
| 11 novembre 2012 | Losanna               | NSFL Tackle Élite      | NSFL Bowl             | Geneva Seahawks - Fribourg Cardinals    | 14 - 7    |
| 2013             |                       | Campionato NSFL Junior | NSFL Junior Bowl      | Fribourg Cardinals - La Côte Centurions | 25 - 13   |
| 2014             |                       | Campionato NSFL Junior | NSFL Junior Bowl      | Fribourg Cardinals - Riviera Saints     | 56 - 6    |
| 14 giugno 2015   |                       | Campionato NSFL Junior | NSFL Junior Bowl      | Geneva Whoppers - Fribourg Cardinals    | 30 - 0    |
| 5 luglio 2015    |                       | Lega C                 | Finale                | Fribourg Cardinals - La Côte Centurions | 17 - 14   |
| 2 luglio 2016    | Buchs                 | Lega B                 | Spareggio relegazione | Argovia Pirates - Fribourg Cardinals    | 28 - 8    |
| 5 novembre 2017  | Morges                | NSFL Tackle Élite      | Finale 3º - 4º posto  | Monthey Rhinos - Fribourg Cardinals     | 7 - 0     |
| 9 ottobre 2021   |                       | Lega B                 | Quarti di finale      | Luzern Lions - Fribourg Cardinals       | 34 - 3    |

## Palmarès
- 1 Lega C (2015)
- 2 NSFL Bowl Tackle Élite (2005, 2006)
- 3 NSFL Bowl Tackle Junior (2013, 2014, 2019)